# STEREO (обсерваторія)

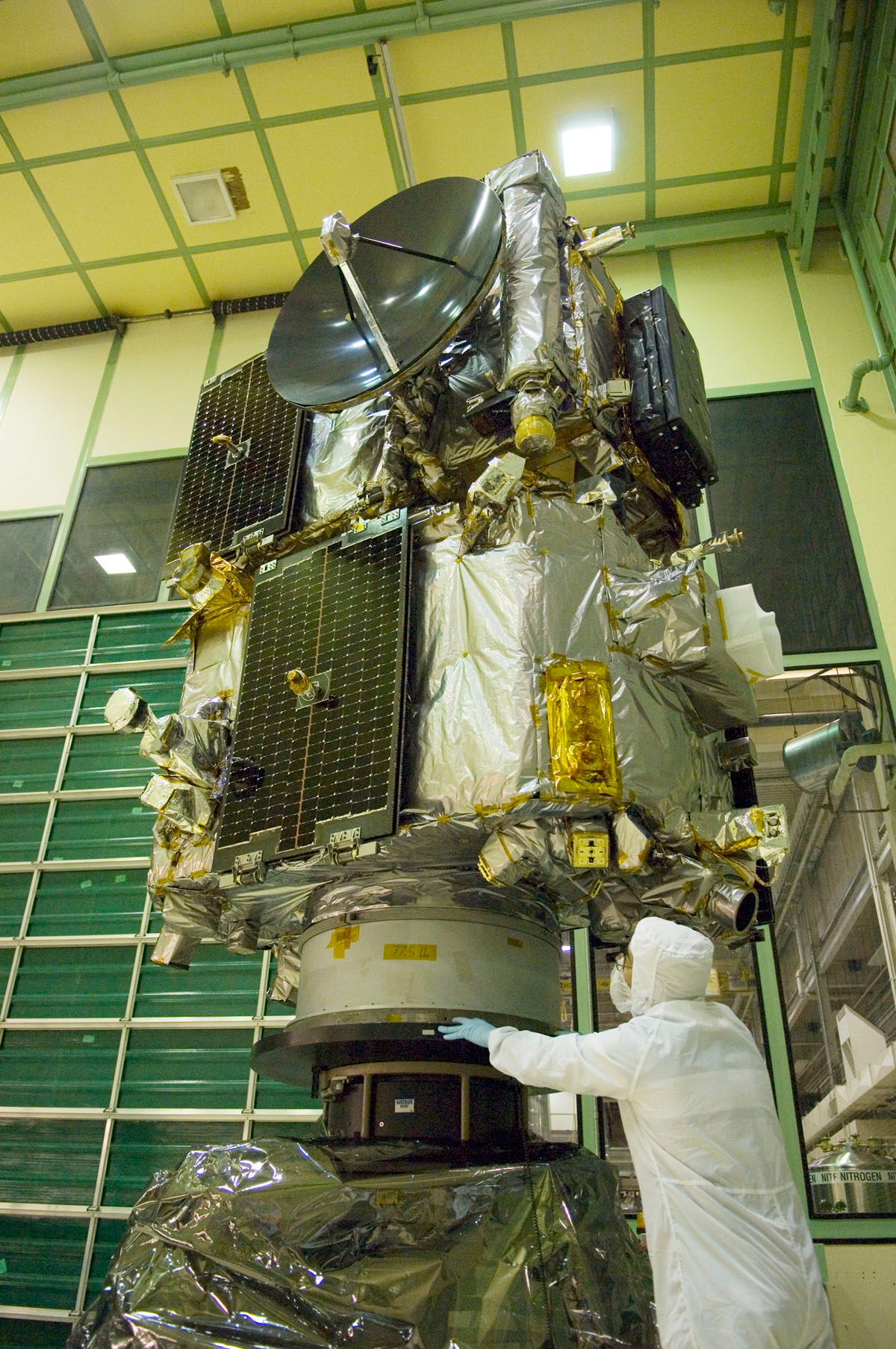

СТЕРЕО, Сонячна обсерваторія (англ. Solar TErrestrial RElations Observatory, STEREO — обсерваторія сонячно-земних зв'язків) — програма НАСА з вивчення сонячної активності. Два однакові космічні апарати було запущено 26 жовтня 2006. Обертаючись по геліоцентричній орбіті, один супутник відстає від Землі, а інший, навпаки, обганяє її, таким чином апарати поступово «розходяться» по орбіті Землі. Метою є досягнення кута 180 градусів між радіус-векторами зондів. Це дозволить вченим спостерігати всю поверхню Сонця, проводити стереоскопічні спостереження за Сонцем, і вивчити феномен корональних викидів маси.

## Хід місії
Космічні апарати-близнюки STEREO-A та STEREO-B (Solar TErrestrial RElations Observatory) були запущені в космічний простір 26 жовтня 2006 року за допомогою ракети-носія Delta II з космодрому на мисі Канаверал (США).
6 лютого 2011 року, зонди-близнюки НАСА СТЕРЕО-A і СТЕРЕО-B розійшлися на 180 ° на своїх орбітах, досягли протилежних точок земної орбіти і передали перше в історії повне тривимірне зображення Сонця, як повну сферу.

### Результати
З червня по жовтень 2007 року, датчики обох апаратів STEREO виявили енергетично нейтральні атоми, що витікають з області простору, де сонячне світло йде в міжзоряний простір. 2 липня 2008 було заявлено, що апарати зафіксували частинки, що прийшли до нашої планети від краю Сонячної системи. Все це дозволяє точніше встановити межі Сонячної системи і скласти її карту.
Станом на 10 квітня 2009 року, супутниками STEREO було відкрито 24 комети:
- C/2008 D1
- C/2008 D2
- C/2008 D3
- C/2008 D4
- C/2008 E5
- C/2008 E6
- C/2008 E10
- C/2008 W1
- C/2008 Y16
- C/2008 Y17
- C/2009 A1
- C/2009 A6
- C/2009 A8
- C/2009 A9
- C/2009 A10
- C/2009 B6
- C/2009 B7
- C/2009 C1
- C/2009 C2
- C/2009 G1
- C/2009 O1
- C/2009 Y3
- C/2009 Y4
- C/2010 E6

Також ними іноді спостерігалися найяскравіші (а при вдалому розташуванні орбіти і неяскраві) комети сімейства Крейца, що відкриваються апаратом SOHO.
Космічним апаратам STEREO вдалося отримати дані про тривимірну структуру коронального викиду на Сонці. Супутники передали на Землю інформацію про просторовий розподіл маси, температуру і магнітні поля, які присутні у викиді.
Корональний викид маси (англ. Coronal mass ejections або CME) — це викид великої кількості сонячної речовини в міжзоряний простір в результаті активних процесів, що відбуваються на зірці. В наш час[коли?] про механізми роботи CME ученим відомо небагато, тому нові результати є досить важливими. Вважається, що саме матерія викидів, що досягає земної орбіти, є причиною електромагнітних бур, які можуть представляти небезпеку, наприклад, для ліній електропередач. Крім того розуміння механізму CME необхідне для створення технології прогнозу їх виникнення.

### Дослідження лагранжевих точок
У 2009 році, апарати STEREO-A і STEREO-B розташовані поблизу так званих лагранжевих точок L4 і L5 механічної системи Земля-Сонце. Ці точки є стійкими положеннями рівноваги. Об'єкт, маса якого дуже мала в порівнянні з масами Землі і Сонця (наприклад, астероїд), може теоретично скільки завгодно довго знаходитися тут, зберігаючи своє розташування щодо основних тіл системи. При цьому після малих збурень об'єкт знов повертається в цю точку.
Дослідники сподіваються, що в околицях L4 і L5 залишилися астероїди, які є залишками Тейї, — гіпотетичного предка Місяця, зіткнення якого із Землею призвело до утворення її природного супутника. Для їхнього пошуку планується використовувати камери високої роздільності, встановлені на космічних апаратах STEREO.

### Подальші дослідження
В подальші роки, місія космічних апаратів-близнюків STEREO-A та STEREO-B здійснила багато інших наукових досягнень, відповідно дослідники працювали з двома космічними апаратами аж до 2014 року. Проте, після планового перезавантаження STEREO-B, команда втратила зв’язок з ним. Однак STEREO-A продовжив свою діяльність та під час прольоту повз Землю в 2023 році він зробить те, що раніше робив в парі зі своїм двійником, а саме — він об’єднає зображення для досягнення стереоскопічного бачення. Апарат уможливить 3D-перегляд, синтезуючи свої зображення з даними Обсерваторії Сонця і Геліосфери (SOHO) NASA та ESA, а також Обсерваторії сонячної динаміки (SDO) NASA. Протягом місяців до і після прольоту STEREO-A повз Землю будь-які викиди маси, спрямовані на Землю, проходитимуть над цим та іншими навколоземними космічними апаратами, надаючи вченим вкрай необхідні багатоточкові вимірювання зсередини CME.
У вересні 2023 року апарат STEREO-A успішно зафіксував проліт комети Нісімура навколо Сонця.

## Ілюстрації

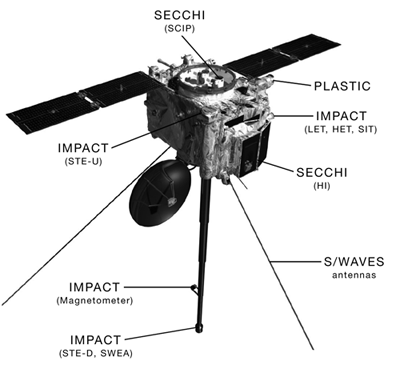
Схема апарата
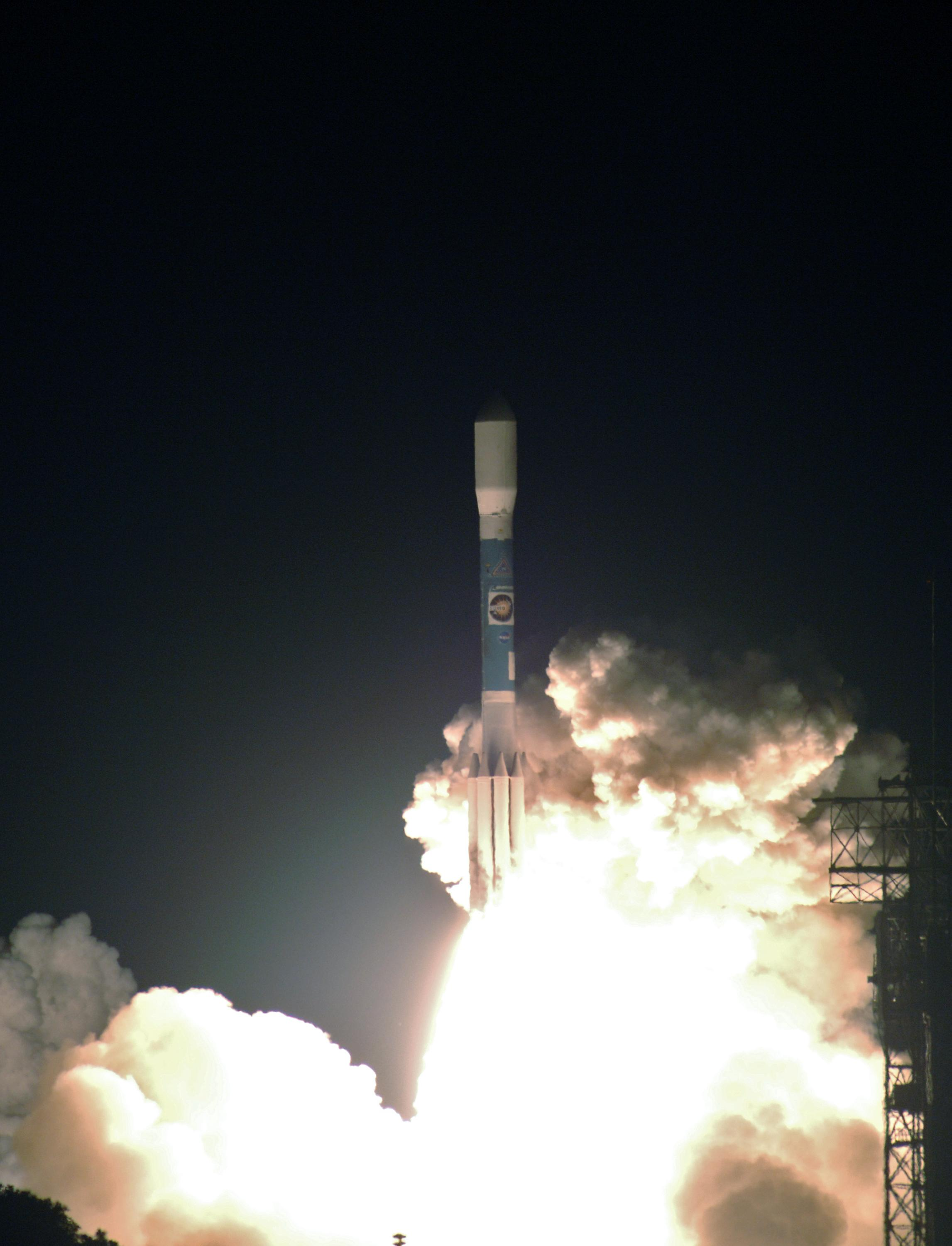
Запуск апаратів
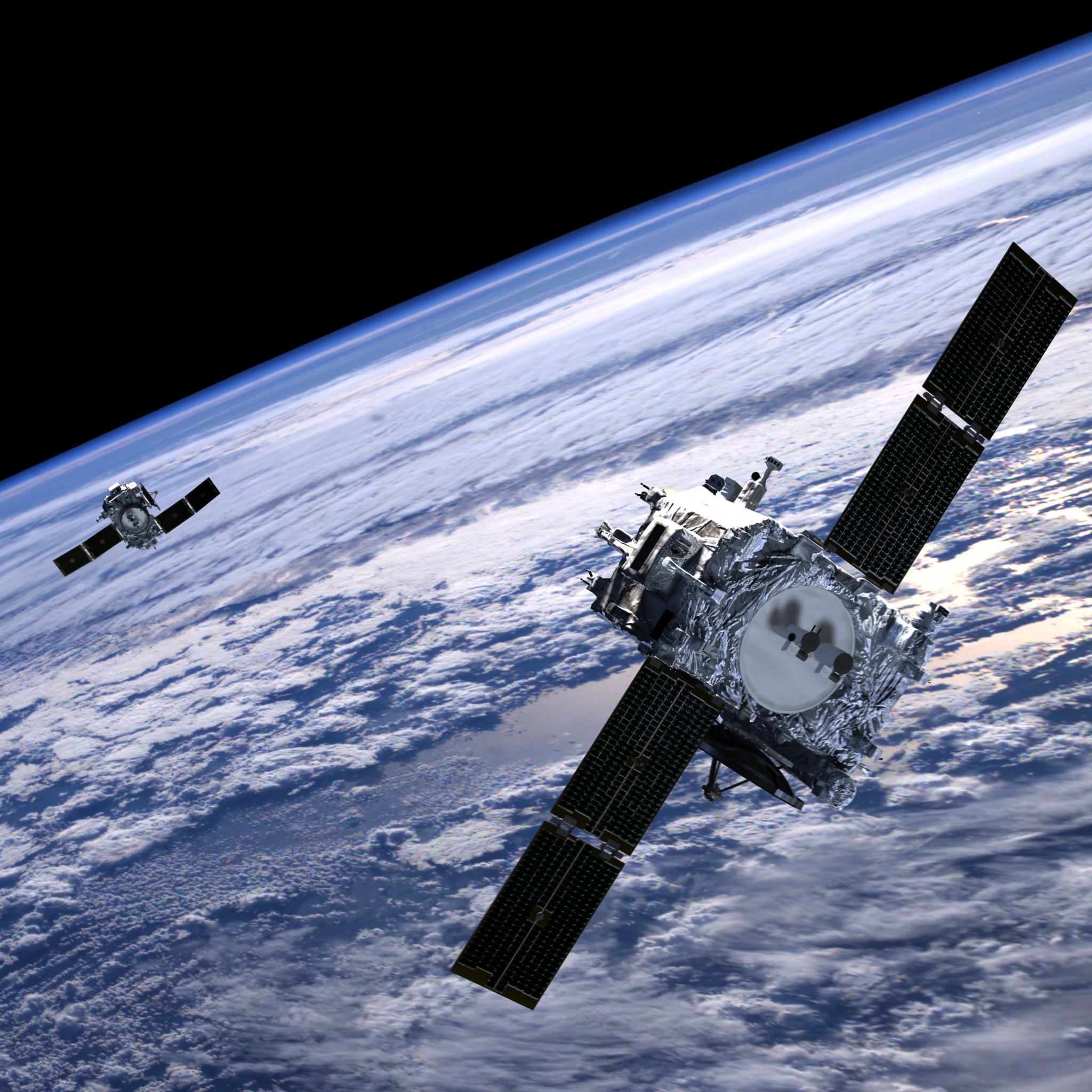
STEREO розгортає панелі
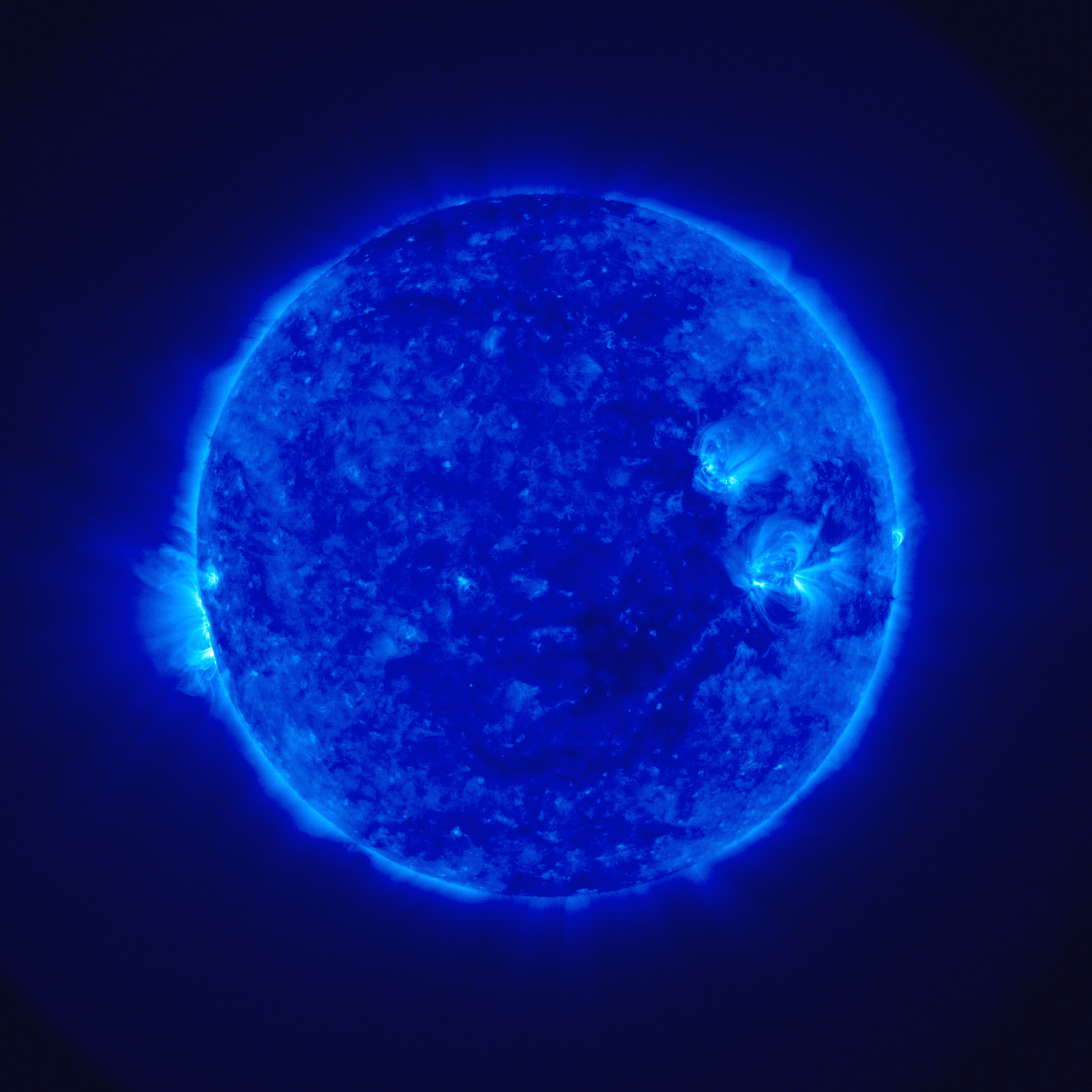
Одна з перших світлин Сонця, зроблених апаратами
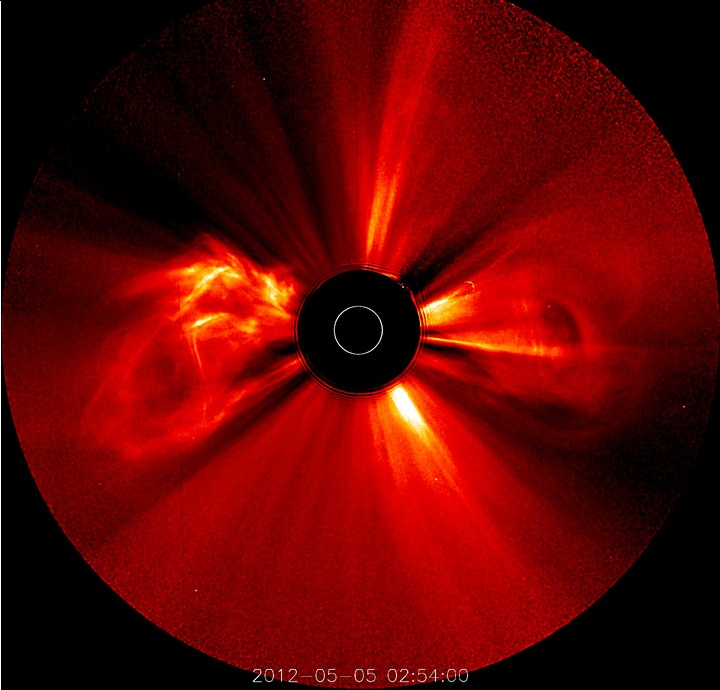
Сонячний спалах зареєстрований коронографом STEREO (Ahead) 5 травня 2012р.

## Див також
Список сонячних бур

## Виноски
1. ↑  First Ever STEREO Images of the Entire Sun. Архів оригіналу за 20 січня 2019. Процитовано 7 лютого 2011. [Архівовано 2019-01-20 у Wayback Machine.]
2. ↑  Получено первое в истории трехмерное изображение Солнца. Архів оригіналу за 9 лютого 2011. Процитовано 7 лютого 2011.
3. ↑  Новини місії STEREO на сайті НАСА. Архів оригіналу за 8 грудня 2008. Процитовано 15 квітня 2009. [Архівовано 2008-12-08 у Wayback Machine.]
4. ↑  Новости высоких технологий. Архів оригіналу за 17 травня 2014. Процитовано 15 квітня 2009.
5. ↑  Список всех комет SOHO и STEREO. Архів оригіналу за 2 травня 2011. Процитовано 23 грудня 2009.
6. ↑  NASA's STEREO Spacecraft Reveals the Anatomy of Solar Storms. Архів оригіналу за 17 квітня 2009. Процитовано 15 квітня 2009. [Архівовано 2009-04-17 у Wayback Machine.]
7. ↑  Join STEREO and Explore Gravitational «Parking Lots» That May Hold Secret of Moon's Origin. Архів оригіналу за 13 квітня 2009. Процитовано 15 квітня 2009. [Архівовано 2009-04-13 у Wayback Machine.]
8. ↑  Апарат NASA STEREO-A здійснить перший за 17 років проліт повз Землю. // Автор: Svitlana Anisimova. 11.08.2023
9. ↑  Сонячний шторм відірвав хвіст зеленої комети Нісімура. // Автор: Андрій Неволін. 30.09.2023